# Bimetallrelais
Ein Bimetallrelais oder Thermorelais ist ein Relais, das über einen Bimetallstreifen betätigt wird. Bei ihm wird der Steuerstrom durch eine Leiterschleife geleitet, die um einen Bimetallstreifen gewickelt ist (thermische Kopplung). Bei hohen Strömen kann auch der Bimetallstreifen selbst als Heizwiderstand dienen.

## Aufbau und Funktion

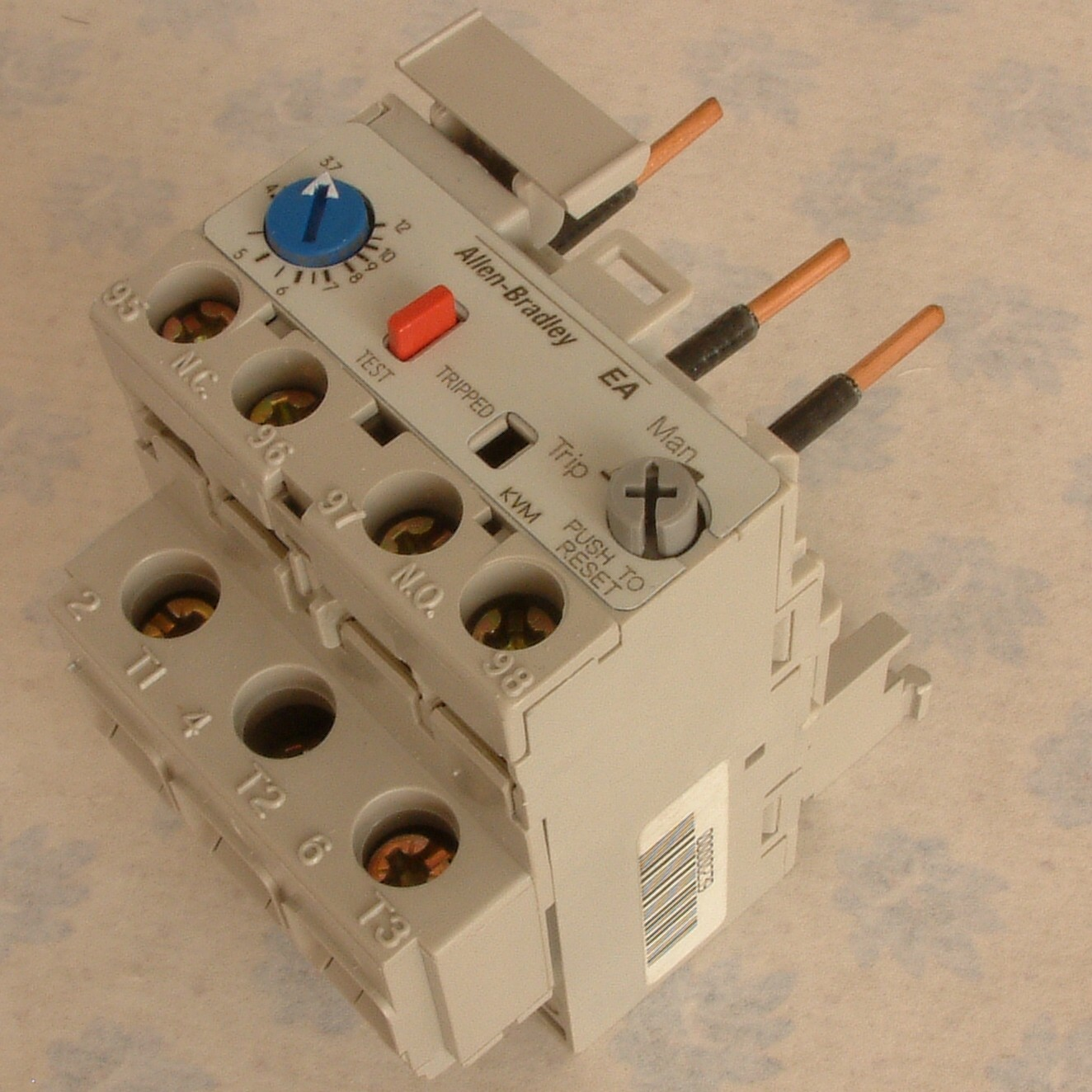
Thermorelais als vollelektronischer Motorschutz mit Arbeitsbereich 3,7 A bis 12 A

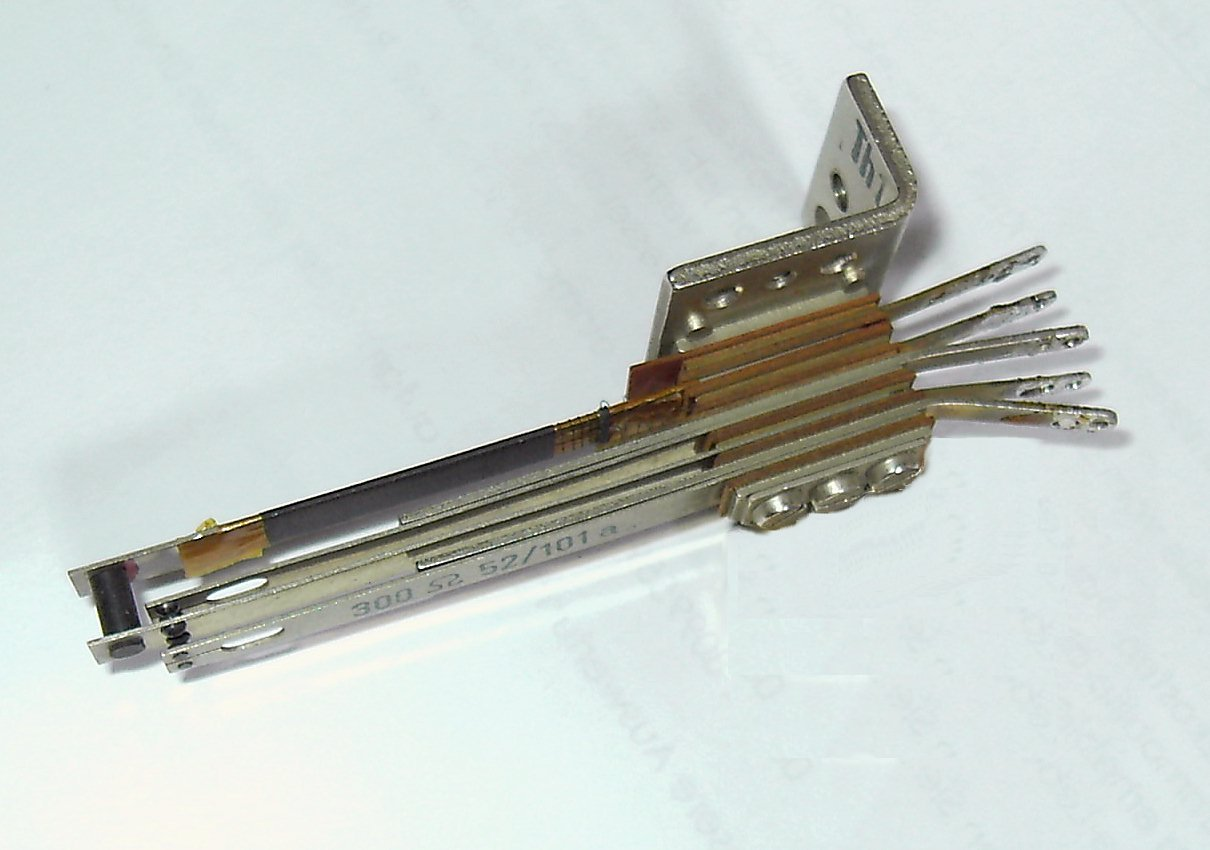
Thermorelais wie es in elektromechanischen Telefonanlagen eingesetzt wurde

Je höher der Strom, desto mehr erwärmt sich die Leiterschleife und damit auch der Bimetallstreifen. Dieser verbiegt sich bei Erwärmung und löst so bei Erreichen einer definierten und eingestellten Temperatur den Schaltmechanismus aus. Es gibt Ausführungen, bei denen der Strom durch die Wicklung über den Schaltkontakt fließt, diese dienen meist zur Überwachung von elektrischen Strömen.
Präzise Bimetallrelais zur Stromüberwachung enthalten einen weiteren Bimetallstreifen, der Unterschiede in der Umgebungstemperatur ausgleicht. Die beiden Bimetallstreifen sind gegenläufig angeordnet, sodass bei einer Temperaturänderung beide Streifen gegeneinanderdrücken und Raumtemperaturunterschiede kompensiert werden. Nur einer dieser Streifen hat eine Erwärmungswicklung. Auf diese Weise ist eine genauere Einhaltung des Schaltstromes möglich.
Siehe hierzu auch Temperaturschalter und Temperatursicherung.
Für Drehstrom ausgelegte Bimetallrelais enthalten für jeden Außenleiter einen eigenen von den anderen getrennten Bimetallstreifen.
Sie enthalten drei Kontakte, bei Motorschutzschaltern unterbrechen die Bimetallstreifen über eine mechanische ODER-Verknüpfung mit einem Auslöser jeweils alle drei Kontakte. Sie werden bei Motorenanlagen an 400 V Drehstrom zum Schutz des Motors gegen Überlastung und Ausfall einzelner Phasen eingesetzt. Neuere Geräte messen die Motorenströme elektronisch, dadurch sind die Wärmeverluste des Gerätes kleiner. Die elektronischen Geräte zeichnen sich durch größere Strom-Stellbereiche aus, was die Lagerhaltung vereinfacht, sie sind jedoch teurer als Bimetallkonstruktionen.
Mit Bimetall arbeitende Sicherungen (Sicherungsautomaten) enthalten zusätzlich zum Bimetallauslöser für Überströme noch einen elektromagnetischen Auslösemechanismus für den Kurzschlussfall.
In Kraftfahrzeugen arbeitete der Blinkgeber für den Fahrtrichtungsanzeiger früher mit einem Bimetallstreifen. Heute findet dieser Blinkgebertyp nur noch Anwendung in sogenannten Oldtimerfahrzeugen.
In der elektromechanischen Vermittlungstechnik wurden ebenfalls Bimetallrelais eingesetzt, ihre Schaltzeit reichte bis 50 Sekunden.
In Lüftern, wie sie oft z. B. in fensterlosen Bädern und Aborten zu finden sind, werden auch oft Bimetallrelais als zeitverzögernde Schaltelemente eingesetzt. Über einen Steuereingang, welcher z. B. mit der Raumbeleuchtung geschaltet wird, erreicht man die Beheizung eines Kaltleiters, welcher einen Bimetallkontakt erwärmt und so die verzögerte Einschaltung (< 1 Min) ermöglicht. Nach Abschaltung der Beleuchtung und damit der Beheizung des Kaltleiters, wird durch die langsame Abkühlung des Kaltleiters ein Nachlauf von einigen Minuten erreicht. In Feuchträumen konnte so auf aufwendig zu kapselnde Elektroniken verzichtet werden. Die prinzipbedingt vorhandene Einschaltverzögerung ist hier erwünscht, damit z. B. bei kurzzeitigen Betreten des Raumes die Einschaltung des Lüfters unterbleibt.
In Nachtspeicherheizungen werden vielfach Thermorelais zur Steuerung der nächtlichen Aufladung eingesetzt. Der vom Außentemperaturfühler gelieferte Wert wird vom Zentralsteuergerät in ein  Steuersignal in Form intermittierender Netzspannung umgewandelt, insofern die Steuerspannung phasenweise ausgeschaltet wird (Schwingungspaketsteuerung). Je tiefer die Außentemperatur, desto kürzer der Intervall bis zur nächsten Ausschaltung. Das Steuersignal wirkt auf einen Steuerwiderstand, nachdem es durch den manuellen Regler sowie den Resttemperaturfühler des Heizofens gegebenenfalls abgeschwächt wurde. Der Steuerwiderstand wiederum steuert den Schaltvorgang im Thermorelais.